# Curt Goetz

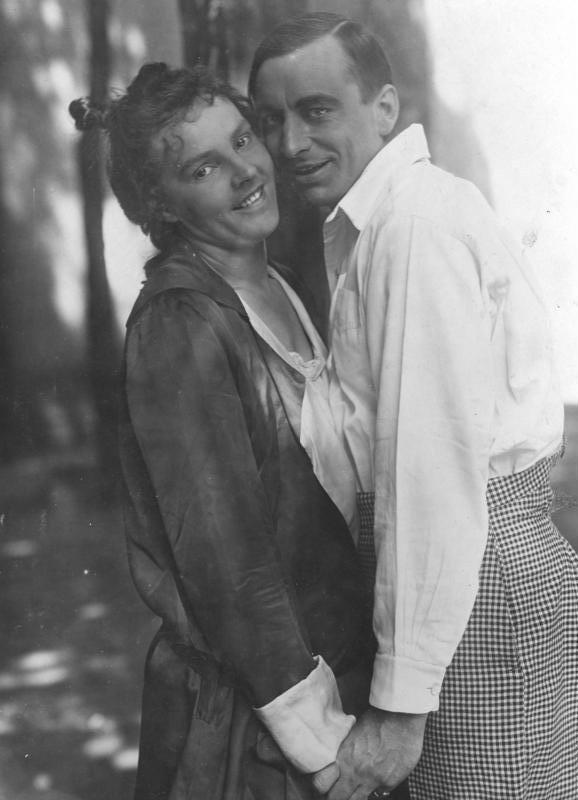
Curt Goetz mit Leopoldine Konstantin in der Komödie Die Tänzerin, 1917

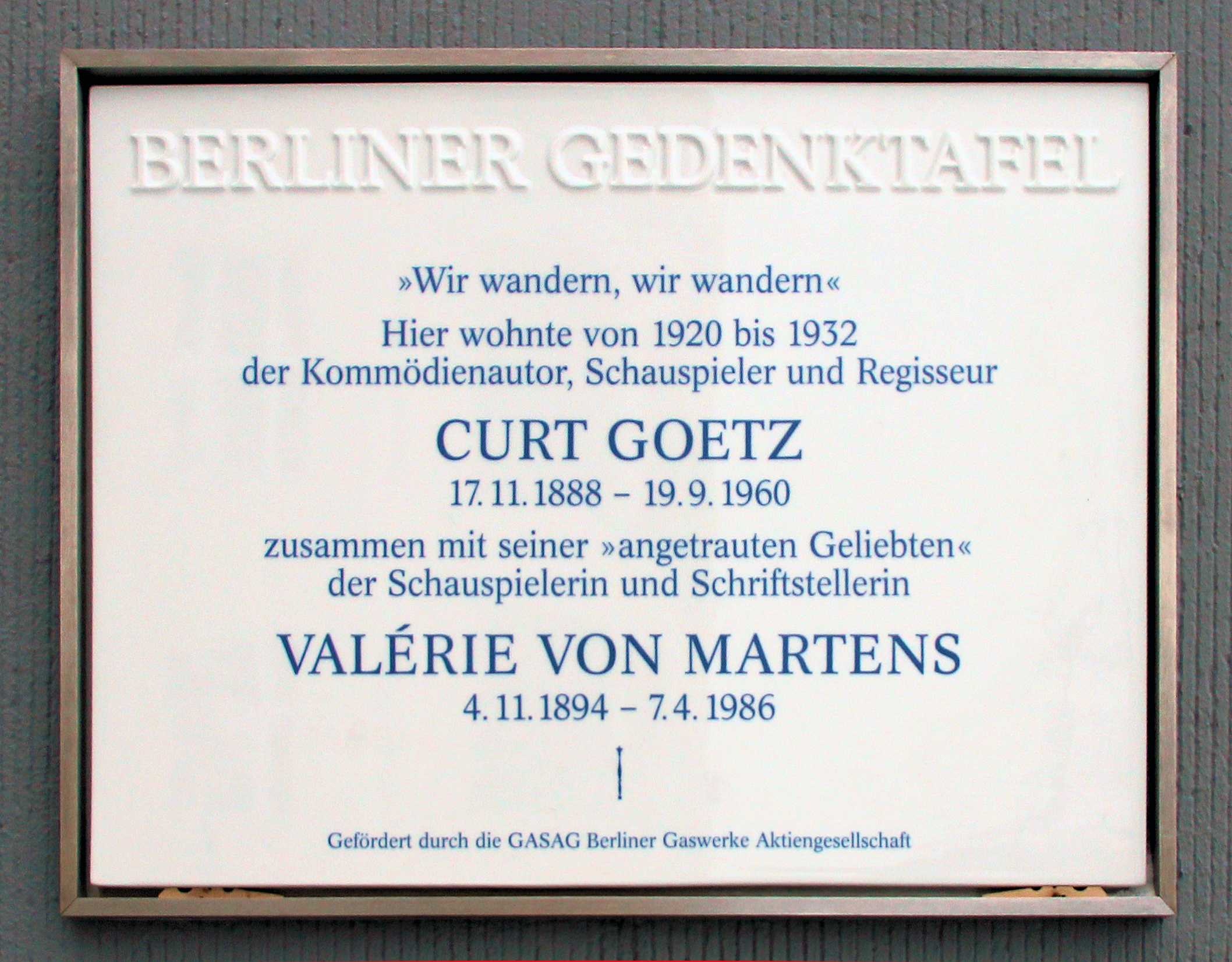
Berliner Gedenktafel am Haus Fredericiastraße 1, in Berlin-Westend

Curt Goetz, eigentlich Kurt Walter Götz (* 17. November 1888 in Mainz, Großherzogtum Hessen, Deutsches Reich; † 12. September 1960 in Grabs, Kanton St. Gallen, Schweiz), war ein deutsch-schweizerischer Schriftsteller und Schauspieler.

## Leben

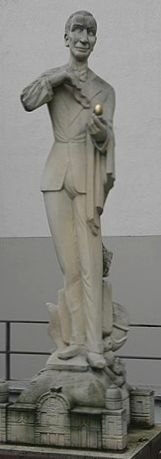
Curt-Goetz-Denkmal in Halle von Michael Weihe

Kurt Walter Götz kam am 17. November 1888 als Sohn des Schweizer Kaufmanns Bernhard Alexander Heinrich Werner Götz aus Binningen, Kanton Baselland, und dessen Ehefrau Selma (geborene Rocco) auf die Welt.
Der Vater starb bereits 1890. Die Mutter ging mit dem zweijährigen Kind zurück in ihre Heimatstadt Halle an der Saale und übernahm dort die Leitung einer Privatklinik.
Nach Privat-Unterricht und einem Jahr am Städtischen Gymnasium legte Götz die Reifeprüfung ab. Sein Stiefvater förderte anfangs seine musische Begabung – Curt lernte Cello spielen. Nach Schauspielunterricht bei dem Berliner Schauspieler Emanuel Reicher, ebenfalls durch den Stiefvater gefördert, gab er 1908 sein Bühnendebüt am Rostocker Stadttheater. Dort schrieb er bereits seine ersten Sketche für die Theaterbühne.
Von 1909 bis 1911 spielte er am Intimen Theater in Nürnberg, bevor er 1911 nach Berlin ging (Engagements am Kleinen Theater, Lessingtheater und Deutschen Künstlertheater). Er begann eigene Boulevard-Stücke zu schreiben. Seitdem nannte er sich auch – zunächst nur als Schauspieler – Curt Goetz.
1912 heiratete er in erster Ehe die Schauspielerin Erna Nitter, von der er 1917 geschieden wurde. Curt Goetz spielte in vielen Stummfilmen, meist Krimis, u. a. unter der Regie von Harry Piel, oft den Gegenspieler des Hauptdarstellers. Einer seiner Kollegen damals war Max Landa. Er begann erste Drehbücher für Stummfilme zu schreiben.
Im April 1922 gründete er mit der Götz Film Compagnie GmbH eine eigene Filmgesellschaft, mit der er als einzigen Film Friedrich Schiller in Personalunion als Regisseur, Produzent und Drehbuch-Koautor realisierte.
Am 20. Dezember 1923 heiratete er in Berlin Valérie von Martens, die er im Frühjahr desselben Jahres in Wien anlässlich der Aufführung seines Schauspiels Ingeborg kennengelernt hatte, in dem beide die Hauptrollen spielten.
1927 erfüllte er sich mit der Gründung eines eigenen Ensembles einen Lebenstraum und ging mit seinen Stücken auf Tournee. 1939 ging er nach Hollywood, um „Filmemachen“ zu studieren. Vom Zweiten Weltkrieg überrascht, blieb Curt Goetz mit seiner Ehefrau in den USA.
Bei Metro-Goldwyn-Mayer unter Vertrag arbeitete Goetz an diversen (siehe unten) Drehbüchern mit. Nach dem Greta-Garbo-Film Die Frau mit den zwei Gesichtern bot man ihm einen Fünf-Jahres-Vertrag an. Er lehnte ab, da er „so seine Erfahrungen mit der amerikanischen Filmindustrie gemacht habe“. Stattdessen kauften er und seine Frau eine Hühnerfarm in Van Nuys, Los Angeles, Kalifornien und begannen, Hühner zu züchten.

„Sie hatten auch dabei Erfolg. Sie züchteten Hühner, welche Eier mit zwei Eigelb legten. Der Trick dabei war, dass die Hühner tierisches Eiweiß brauchen. Sie gaben ihren Hühnern Ziegenmilch ins Futter. Die Ziegen hielten sie auf der Farm. Die Vermarktung, vor allem in Hotels, lief hervorragend. Diesen „Trick“ hatten sie von dem alten Farmer Mr. Purdy, der in der Nachbarschaft wohnte und ihnen bei dem Aufbau der Hühnerfarm geholfen hatte. Dies hatte unter anderem auch zur Folge, dass Curt Goetz in den Ruf als eine Art Wunder-Tier-Doktor gelangte.“

In Kalifornien verfasste Goetz seine Erzählung Tatjana und den Roman Die Tote von Beverly Hills sowie eine Neufassung des Stücks Hokuspokus. Ebenso arbeitete er seinen Einakter Die tote Tante in das Stück Das Haus in Montevideo um, welches er erfolgreich 1945 mit Valérie von Martens am Playhouse Theatre am Broadway präsentierte.
Nach Ende des Zweiten Weltkrieges wohnte das Ehepaar ab 1946 in der Schweiz, deren Staatsangehörigkeit Curt Goetz durch seinen Vater besaß. 1951 kam sein Stück Das Haus in Montevideo und 1953 sein Stück Hokuspokus mit großem Erfolg in die Kinos. In seinem Bühnenstück Nichts Neues in Hollywood von 1956 ließ Goetz sich auf satirische Weise über seine Erfahrungen aus, die er in Amerika gesammelt hatte. Sein Talent, Dialoge und Situationen mit jener Leichtigkeit darzustellen, die amerikanischen Screwball-Komödien eigen ist, nutzte er auch hier. Ab Ende der 1950er-Jahre zog sich Goetz zunehmend in sein Haus in Schaan in Liechtenstein zurück. 1958 wurde er Mitglied der Berliner Akademie der Künste. Kurze Zeit darauf zog er sich aus gesundheitlichen Gründen ins Privatleben zurück.

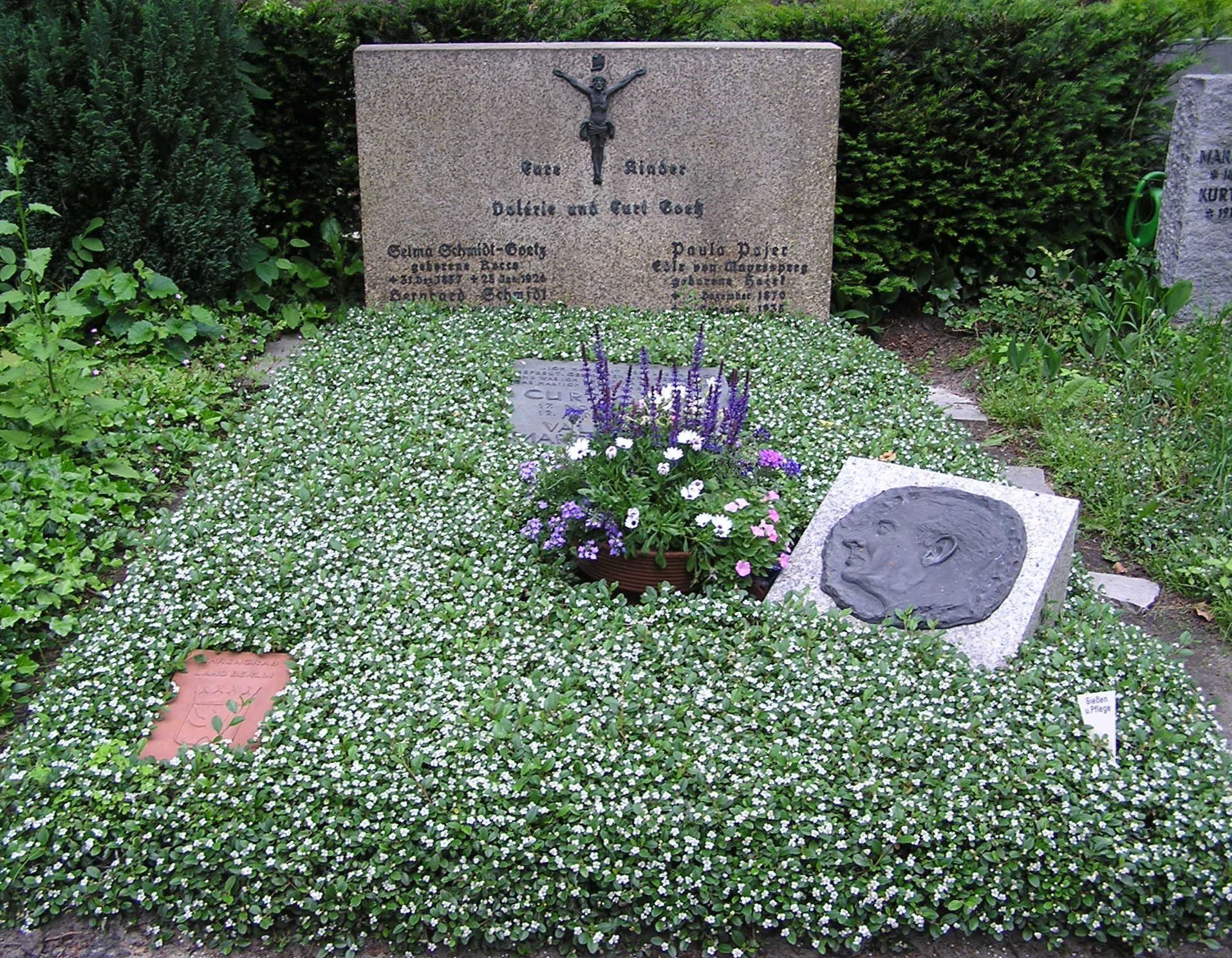
Ehrengrab von Curt Goetz auf dem Friedhof Heerstraße in Berlin-Westend

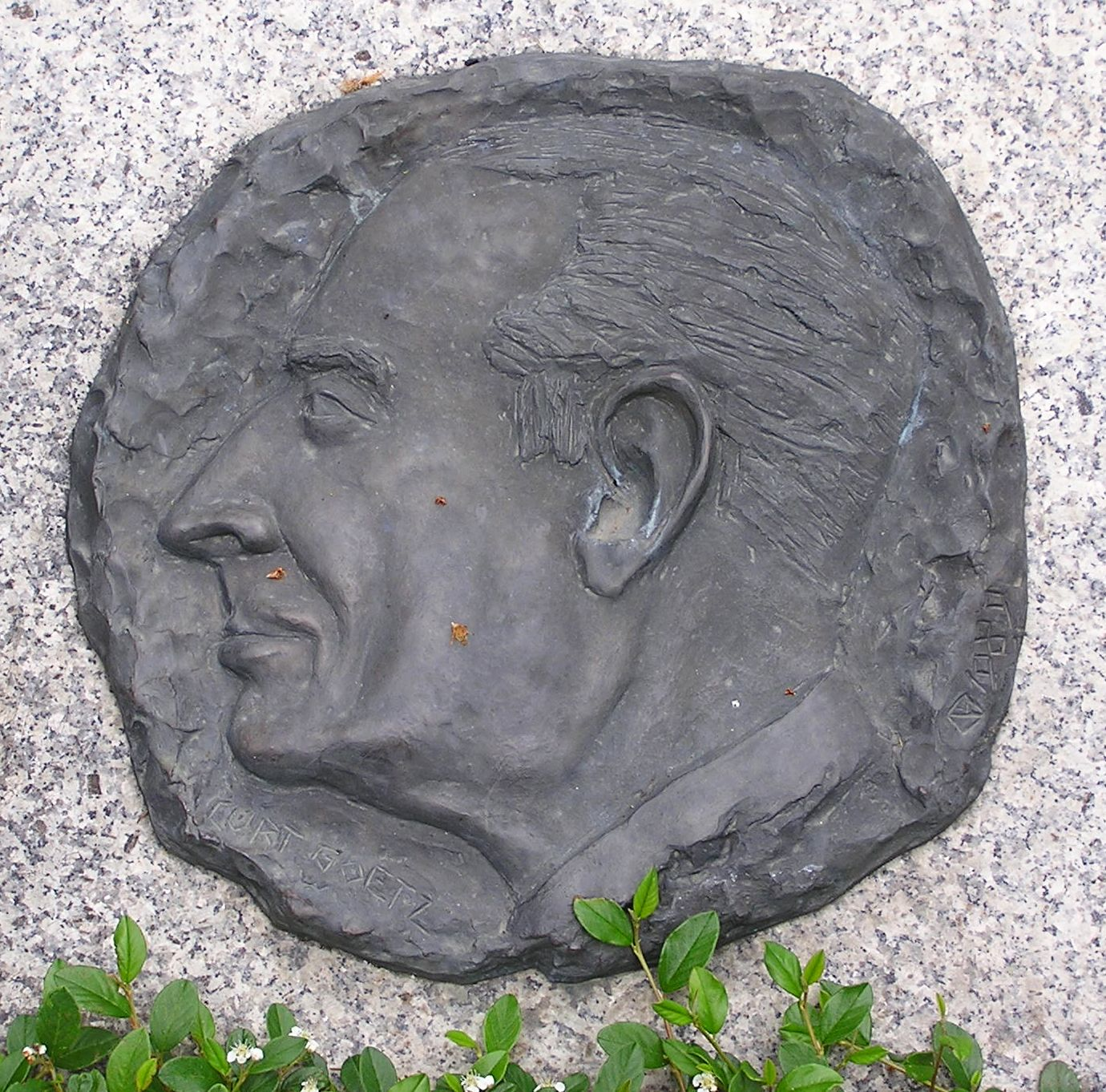
Relief von Goetz auf seinem Grab in Berlin

Curt Goetz starb 1960 im Alter von 71 Jahren in Grabs in der Schweiz. Die Beisetzung erfolgte auf dem Berliner Friedhof Heerstraße im heutigen Ortsteil Westend. Die Witwe Valérie von Martens wurde 1986 an seiner Seite bestattet. Auf Beschluss des Berliner Senats ist die letzte Ruhestätte von Curt Goetz (Grablage: 16-G-11/12) seit 1984 als Ehrengrab des Landes Berlin gewidmet. Die Widmung wurde 2005 um die übliche Frist von zwanzig Jahren verlängert.
Valérie von Martens veröffentlichte nach dem Tod ihres Gatten die Bände zwei und drei von dessen Memoiren: Die Verwandlung des Peterhans von Binningen und Wir wandern, wir wandern … Außerdem stiftete sie 1985 den Curt-Goetz-Ring für Personen, die das Werk von Goetz fortsetzen, indem sie „den leichten Ton der Komödie mit Intelligenz und einer humanistischen Grundhaltung verbinden“.
Nach Goetz sind mehrere Straßen benannt, unter anderem in Halle (Saale), Hamburg-Bramfeld, Mainz und Binningen.

## Werk
Curt Goetz gilt als brillanter Komödienschreiber im deutschsprachigen Raum. Gemeinsam mit Valérie von Martens spielte er seine Stücke selbst und verfilmte sie auch; dennoch schrieb er sich seine Stücke nicht auf den Leib, sondern trennte die Sphäre des Schriftstellers von derjenigen des Schauspielers. Sein Frauenarzt Dr. Prätorius war eine der ersten Verfilmungen, die nach dem Zweiten Weltkrieg in Deutschland produziert wurden. Immer wieder wird er mit George Bernard Shaw (mit dem er übrigens weitläufig verwandt war) oder sogar mit Oscar Wilde verglichen.
In der Reihe Edition Filmmuseum sind fünf restaurierte Originalfilme auf DVD erschienen: Friedrich Schiller – Eine Dichterjugend, Hokuspokus, Das Haus in Montevideo, Frauenarzt Dr. Prätorius und Napoleon ist an allem schuld. Auf den DVDs sind zusätzlich verschiedene Hörspiele (Herbst, Die Rache und Das Märchen) sowie Interviews enthalten (siehe Link).
Im deutschsprachigen öffentlich-rechtlichen Rundfunk sind 71 Hörspiele nach Werken von Curt Goetz oder nach von ihm bearbeiteten Stücken erschienen, davon hat er in sechs Hörspielen als Sprecher mitgewirkt. Viele Aufnahmen sind bei den produzierenden Sendern nicht mehr verfügbar (siehe Link).

## Werke

### Bühnenstücke
- Der Lampenschirm (1911)
- Nachtbeleuchtung (1918, v. 1919) 5 Einakter: Nachtbeleuchtung, Lohengrin, Tobby, Minna Magdalena, Der fliegende Geheimrat
- Menagerie (1919) 4 Einakter: Der Spatz vom Dache, Die Taube in der Hand, Der Hund im Hirn, Der Hahn im Korb
- Ingeborg (1922)
- Die tote Tante und andere Begebenheiten (1924) 3 Einakter: Der Mörder, Das Märchen, Die tote Tante
- Hokuspokus (Urfassung) (1926)
- Der Lügner und die Nonne. 1928
- Dr. med. Hiob Prätorius, Facharzt für Chirurgie und Frauenleiden. Eine Geschichte ohne Politik nach alten aber guten Motiven neuerzählt. C. Hinstorffs Verlag, Rostock 1929.
- Frauenarzt Dr. med. Hiob Prätorius (Urfassung, 1934)
- Das Haus in Montevideo (Bühnenstück, 1945)
- Dr. med. Hiob Prätorius (Neufassung, 1953)
- Nichts Neues in Hollywood (1956)
- Miniaturen (1958) 3 Einakter: Die Rache, Herbst, Die Kommode
- Seifenblasen (1962) 3 Einakter: Ausbruch des Weltfriedens, Die Bacarole, Die Bärengeschichte

Bearbeitungen:
- Der Raub der Sabinerinnen nach Franz und Paul von Schönthan

Übersetzungen:
- Fröhliche Geister, aus dem Englischen, Original: Blithe Spirit von Noël Coward
- Nach Afrika, aus dem Englischen, Original: Present Laughter von Noël Coward (Bühnenstück)

### Prosa
- Tatjana. Eine Legende, Artemis Verlag, Zürich 1946
- Die Tote von Beverly Hills. Satire auf einen Bestseller, F. A. Herbig, Berlin 1951
  - Verfilmung: Die Tote von Beverly Hills (1964)

### Drehbücher
- Carneval in Paris. Eine seltsame Begegnung (1966)

### Memoiren
- Die Memoiren des Peterhans von Binningen (Memoiren Band 1, 1960)
- Die Verwandlung des Peterhans von Binningen (Memoiren Band 2, Vorbereitung des Scripts – Vollendung durch Valérie von Martens, 1962, Platz 1 der Spiegel-Bestsellerliste vom 11. April bis zum 8. Mai 1962)
- Wir wandern, wir wandern … (Memoiren Band 3, Erinnerungen von Valérie von Martens, 1963, der Titel ist der eines Liedes im Film Das Haus von Montevideo)

### Weitere Werke
- Towaritsch (1934) – von Jacques Deval, bearbeitet für die deutsche Bühne
- 3 mal täglich (1964)
- Herz im Frack (1966) – Co-Autor
- 4 mal täglich (1968)

### Sammelausgaben
- Gesammelte Werke. Herbig (Kahnert), Berlin-Grunewald 1952.
- Fritz Fröhling (Hrsg.): Viel Spaß mit Curt Goetz. Hyperion-Verlag, Freiburg (Breisgau) 1964.
- Valerie von Martens (Hrsg.): Das große Curt-Goetz-Album – Bilder eines Lebens. Deutsche Verlags-Anstalt, Stuttgart 1968.
- Valerie von Martens (Hrsg.): Curt's Geschichten – Kurzgeschichten von und über Curt Goetz. Deutsche Verlags-Anstalt, Stuttgart 1972, ISBN 3-421-01581-3.
- mit Valerie von Martens: Ergoetzliches. Hyperion-Verlag, Freiburg (Breisgau) 1974, ISBN 3-7786-0185-7.
- Sämtliche Bühnenwerke. Heyne, München 1977, ISBN 3-453-00773-5.

### Filme nach Vorlagen von Curt Goetz
- 1930: Hokuspokus – Regie: Gustav Ucicky, Buchvorlage; gleichzeitig unter dem Titel The Temporary Widow verfilmt, in den Hauptrollen Lilian Harvey und Willy Fritsch/Laurence Olivier
- 1950: Frauenarzt Dr. Prätorius
- 1951: People Will Talk – Regie: Joseph L. Mankiewicz, Buchvorlage „Dr. med. Hiob Prätorius“
- 1951: Das Haus in Montevideo (Buchvorlage, Hauptrolle)
- 1953: Minna Magdalena (Fernsehfilm) – Regie: Hanns Farenburg, Buchvorlage
- 1953: Hokuspokus (Drehbuch, Buchvorlage, Hauptrolle)
- 1954: Ingeborg (Fernsehfilm) – Regie: Werner Völger, Buchvorlage
- 1954: Minna Magdalena (Fernsehfilm) – Regie: Paul Lewitt, Buchvorlage
- 1955: Der Hund im Hirn (Fernsehfilm) – Regie: Fritz Rémond, Buchvorlage
- 1958: Alte Möbel (Fernsehfilm) – Regie: Ulrich Bettac, (Buchvorlage, Hauptrolle)
- 1958: Dr. med. Hiob Prätorius (Fernsehfilm) – Regie: Paul Verhoeven, Buchvorlage
- 1959: Minna Magdalena (Fernsehfilm) – Regie: Hanns Farenburg, Buchvorlage
- 1960: Dr. med. Hiob Prätorius – Regie: Lothar Bellag, Buchvorlage
- 1960: Ingeborg – Regie: Wolfgang Liebeneiner, Drehbuch mit Willibald Eser, Buchvorlage
- 1961: Der Lampenschirm (Fernsehfilm) – Regie: Hans-Joachim Mertens, Buchvorlage
- 1962: Geisterkomödie (Fernsehfilm) – Regie: Otto Tausig, deutsche Bearbeitung
- 1963: Das Haus in Montevideo – Regie: Helmut Käutner, Buchvorlage
- 1964: Die Tote von Beverly Hills – Regie: Michael Pfleghar, Buchvorlage
- 1965: Dr. med. Hiob Prätorius – Regie: Kurt Hoffmann, Buchvorlage
- 1966: Hokuspokus oder: Wie lasse ich meinen Mann verschwinden...? – Regie: Kurt Hoffmann, Buchvorlage
- 1966: Ingeborg (Fernsehfilm) – Regie: Peter Borgelt, Buchvorlage
- 1966: Das Märchen (Fernsehfilm) – Regie: Hans-Joachim Zimmermann, Buchvorlage
- 1967: Der Lügner und die Nonne – Regie: Rolf Thiele, Buchvorlage
- 1968: Herbst (Fernsehfilm) – Regie: Kurt Wilhelm, Buchvorlage
- 1968: Minna Magdalena (Fernsehfilm) – Buchvorlage
- 1969: Die Kommode (Fernsehfilm) – Regie: Kurt Wilhelm, Buchvorlage
- 1976: Hund im Hirn (Fernsehfilm) – Regie: Frank Guthke, Buchvorlage
- 1976: Die Taube in der Hand (Fernsehfilm) – Regie: Ludwig Cremer, Buchvorlage
- 1976: Das Märchen (Fernsehfilm) – Regie: Denis Seiler und Margot Thyrêt, Buchvorlage
- 1976: Die Kommode (Fernsehfilm) – Regie: Denis Seiler und Margot Thyrêt, Buchvorlage
- 1976: Der Lampenschirm (Fernsehfilm) – Regie: Robert Trösch, Buchvorlage
- 1979: Kleine Gaben – Regie: Herbert Fuchs, Buchvorlage
- 1981: Ingeborg (Fernsehfilm) – Regie: Valérie von Martens, Buchvorlage
- 1984: Er-Goetz-liches 1. Der Hund im Hirn, 2. Lohengrin, 3. Der Mörder, 4. Minna Magdalena (Fernseh-Episodenfilm) – Regie: Hans-Jürgen Tögel, Buchvorlage

## Filmografie
Darsteller, sofern nicht anders angegeben
- 1912: Schwarzes Blut
- 1915: Nur nicht heiraten
- 1916: Der Mann ohne Kopf
- 1916: Der Hund mit dem Monokel
- 1916: Fliegende Schatten (auch Drehbuch)
- 1917: Gefangene Seele
- 1917: Die Dame in Schwarz
- 1918: Katinka (Drehbuch mit Paul Otto)
- 1918: Ich möchte kein Mann sein
- 1918: Die nach Glück und Liebe suchen
- 1918: Fantasie des Artiste Caré (Drehbuch und Darsteller)
- 1919: Die beiden Gatten der Frau Ruth
- 1919: Graf Sylvains Rache
- 1920: Das Skelett des Herrn Markutius (Drehbuch und Darsteller)
- 1922/23: Friedrich Schiller (Regie, Drehbuch mit Max Kaufmann, Produzent)
- 1922/23: Tragödie der Liebe 4. Teil
- 1923: Alles für Geld
- 1930: Hokuspokus (Drehbuchvorlage)
- 1930: The Temporary Widow (Drehbuchvorlage für englische Version von Hokuspokus)
- 1936: Glückskinder (Dialogbearbeitung)
- 1936: Les gais lurons (Dialogbearbeitung für französische Version von Glückskinder)
- 1937: Land der Liebe (Dialogbearbeitung)
- 1937: Sieben Ohrfeigen (Dialogbearbeitung)
- 1938: Napoleon ist an allem schuld (Regie, Drehbuch mit Karl Peter Gillmann, Hauptrolle)
- 1949/50: Frauenarzt Dr. Prätorius (Regie, Buchvorlage, Drehbuch mit Karl Peter Gillmann, Hauptrolle)
- 1950: Im Dutzend billiger (Cheaper by the Dozen) (Buchmitarbeit)
- 1951: Das Haus in Montevideo (Regie, Buchvorlage, Hauptrolle)
- 1953: Der Hund im Hirn (Buchvorlage)
- 1953: Hokuspokus (Drehbuch, Buchvorlage, Hauptrolle)